# Lion Nordheim

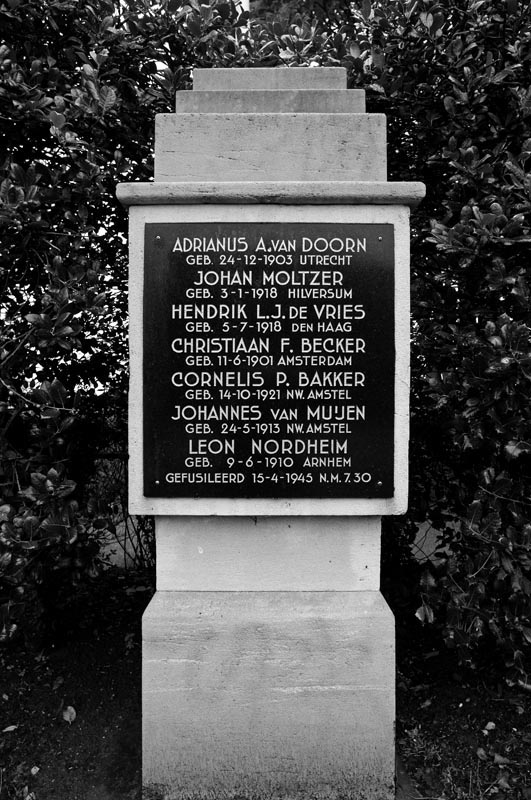
De naam van Nordheim prijkt op het herdenkingsmonument op de plek van executie in Wormerveer

Leon (Lion) Nordheim (Arnhem, 9 juni 1910 - Wormerveer, 15 april 1945) was een Nederlandse verzetsstrijder in de Tweede Wereldoorlog van Joodse afkomst. Voor de oorlog was hij voorzitter van de Joodse Jeugd Federatie. Hij werd kort voor het einde van de oorlog opgepakt en geëxecuteerd.

## Levensloop
Nordheims vader was godsdienstleraar en voorheen diamantair. Hij had een oudere broer, David. Nordheim kreeg een traditioneel Joodse opvoeding. In 1930 ging hij rechten studeren aan de Rijksuniversiteit Utrecht, maar rondde die studie niet af. Nordheim ging in de buurt van het Oosterpark in Amsterdam op kamers wonen. Daar leerde hij jonge zionisten als Sal Boas en Karel Hartog kennen. Hij werd actief bij de Joodse Jeugd Federatie (JJF), die Joodse jongeren hielp die naar Palestina wilden emigreren. Binnen een jaar was Nordheim voorzitter van de JJF. In 1936 stopte hij daarmee. Wel bleef hij voor het verenigingsblad Cheroetenoe schrijven. Voor het blad schreef ook Jeanne van Amerongen met wie Nordheim een relatie kreeg.
Jaap van Amerongen, Leons toekomstige zwager, vroeg in 1939 voor het hele gezin Palestina-certificaten aan, zodat het gezin, inclusief aanhang, daarnaar toe kon emigreren. De jongste dochter en haar verloofde, en kort daarna een nichtje, ontvingen hun certificaten als eerste en vertrokken op tijd uit Nederland. De rest van het gezin viert op de avond van 9 mei 1940 dat zij allen de certificaten hebben ontvangen. Diezelfde avond kondigt Nordheim aan zich te verloven met Jeanne van Amerongen. De Duitse inval een dag later verhindert dat de overige familieleden het land kunnen verlaten.
Nordheim besloot onder te duiken op het moment dat de deportaties op gang kwamen. Samen met Jeanne van Amerongen, inmiddels zijn vrouw, vond hij een schuilplek bij een zekere Kuyper aan de Reijnier Vinkeleskade in Amsterdam. Later vond hij onderdak bij Tina Strobos en haar moeder aan de Nieuwezijds Voorburgwal 282. Hij was voor de oorlog al bevriend met Strobos. Nordheim schreef daar een nota voor het verzet wat er na de oorlog moest gebeuren met Joodse kinderen die hun ouders hadden verloren. Samen met Simon van Creveld en rabbijn Abraham Prins maakte hij een illegale krant die op onregelmatige basis verscheen en zich richtte op Joodse onderduikers.
Begin 1945 week Nordheim samen met Bram Pais uit naar een onderduikadres aan de Hobbemakade. Op 19 maart 1945 vindt er inval van de Gestapo plaats, waarbij beide mannen worden aangehouden, samen met Jeanne van Amerongen en haar zus Tirsah. De laatste twee waren op bezoek. Eerder op de dag was Johan van de Kieft langs geweest op te praten over het lot van de Joodse wezen, maar hij was op tijd vertrokken. Wie achter het verraad zat is nooit duidelijk geworden.
Nordheim samen met broer en Pais overgebracht naar het Huis van Bewaring aan de Weteringschans. Nordheim was totaal ontredderd toen hij de status van Toteskandidate kreeg. Op 15 april 1945 werd hij samen met zes andere mannen langs de spoorlijn bij Wormerveer doodgeschoten vanwege sabotageacties op het spoor tussen Alkmaar en Amsterdam. Zijn lichaam werd begraven in een massagraf bij Overveen. Na de oorlog werd hij herbegraven op de Joodse begraafplaats bij Muiderberg.

## Persoonlijk
Nordheims moeder was voor de oorlog al overleden. Zijn vader werd vergast in Sobibór. Zijn broer David overleed een paar weken na het einde van de oorlog aan de gevolgen van zijn gevangenschap. Lion Nordheim staat vernoemd op de Erelijst van Gevallenen 1940-1945.